# アスバッハ＝ボイメンハイム
アスバッハ＝ボイメンハイム (ドイツ語: Asbach-Bäumenheim) はドイツ連邦共和国バイエルン州シュヴァーベン行政管区のドナウ＝リース郡に属す町村（以下、本項では便宜上「町」と記述する）である。ドナウヴェルトの近郊でアウクスブルクの北40kmに位置している。この町はドナウ川に注ぐシュムッター川の河口からわずかに上流に面している。

## 地理

### 自治体の構成
この町は、公式には5つの地区 (Ort) からなる。このうち小集落や孤立農場などを除く集落を以下に列記する。
- アスバッハ
- ボイメンハイム
- ハムラー

## 歴史
レヒ川とドナウ川とに挟まれた地域では、青銅器時代初期にはすでに定住が行われていた。ハムラー地区近郊の墳墓遺跡がその証拠である。ローマ時代にはクラウディア・アウグスタ街道が現在の町域を通っていた。
1250年頃、小集落 Baebenheim、Aspach、Hameler が文献に記録された。これらの集落は時代とともにゆっくりと発展していった。領主は細かく分かれた状態にあった。近隣にある帝国直轄都市ヴェルト（ドナウヴェルト）への依存を強めていった。やがてマルクス・フッガーとその後継者であるニコラウス・フッガーが村の一部を獲得した。三十年戦争ではグスタフ2世アドルフが率いるスウェーデン軍が町をひどく破壊した。
バイエルン選帝侯は1739年にこの帝国保護領を獲得したが、1806年までは別個のテリトリーとして統治した。1818年の市町村令によりアスバッハが自治体として発足した。
19世紀までこの町はさほど重要でない小集落に過ぎなかった。1844年にこの町を通るルートヴィヒ南北鉄道が開通した。同じ頃、マックス・ドロースバッハによりボイメンハイムにリンネルの紡績工場が創設された。これによりボイメンハイムは急速に工業化されていった。
第二次世界大戦中、メッサーシュミットの工場の一部がこの町に移転してきた。1944年8月から1945年4月まで、現在 Firma Dechentreiter がある場所にアスバッハ＝ボイメンハイム強制収容所が設けられていた。約500人の収容者が強制労働に従事させられていた。1945年3月19日の空爆による死者には多くの無名の収容者が含まれていた。この事を示す記念碑が建てられている。
1958年にこの町はアスバッハ＝ボイメンハイムと改名した。

## 行政
第1町長は、2014年5月1日からマルティン・パニンカ (SPD) が務めている。彼の前任者であるハンス・アイヒホルン（1978年 – 2002年）もオットー・ウール（2002年 – 2014年）もともに CDU に所属した。
町議会は16人の議員（＋町長）で構成される。

### 紋章
赤地に、金の三峰の山、そこから伸びる3本の枝を持つ銀のヤマナラシ。木の横には、右（向かって左）に半分の銀の糸車、左（向かって右）に半分の銀の歯車。

## 経済と社会資本
- AGCO — Fendt（トラクター）の工場
- グレンツェバッハ機械製造 GmbH （ハムラー地区）

### 交通
町域内を連邦道B2号線およびB16号線、鉄道 ニュルンベルク - アウクスブルク線およびドナウヴェルト - インゴルシュタット線が通っている。ニュルンベルク - アウクスブルク線の駅では、上下線とも1時間に1本の割合でレギオナルバーンが発着する。ドナウタール鉄道のハムラー駅は待避駅としてのみ利用されている。定期的な旅客列車はこの駅に発着しない。

## 引用
1. ↑  https://www.statistikdaten.bayern.de/genesis/online?operation=result&code=12411-003r&leerzeilen=false&language=de Genesis-Online-Datenbank des Bayerischen Landesamtes für Statistik Tabelle 12411-003r Fortschreibung des Bevölkerungsstandes: Gemeinden, Stichtag (Einwohnerzahlen auf Grundlage des Zensus 2011)
2. ↑  Bayerische Landesbibliothek Online
3. ↑  Gedenkstätten für die Opfer des Nationalsozialismus. Eine Dokumentation, Band 1. Bundeszentrale für politische Bildung, Bonn 1995, ISBN 3-89331-208-0, S. 114f.